# Cucaita

Localização do município de Cucaita no departamento de Boyacá.

Cucaita é um município no departamento de Boyacá, na Colômbia.